# The Collector (film, 2004)
Pour les articles homonymes, voir The Collector.
The Collector (le Collectionneur) est un film pornographique réalisé par Brad Armstrong sorti en DVD en 2004.

## Synopsis
Ayant hérité d'une grosse fortune, Malcolm (Brad Armstrong) ne se refuse aucun caprice et collectionne tous ce qui lui parait précieux. Après avoir rencontré Jessica (Jessica Drake) dans une galerie d'antiquités, il est tombé immédiatement amoureux de la jeune femme. L'ayant embauchée comme assistante afin de la conserver près de lui, il continue néanmoins à se montrer respectueux à son égard.

Un jour, Jessica fait une bêtise en laissant tomber sur le sol un précieux miroir qui se brise en mille morceaux. Malcolm est très en colère et décide de punir Jessica en l'obligeant à se masturber devant lui avec le manche d'une brosse. Depuis ce jour, leurs relations ont évolué et Malcolm prend désormais son plaisir en observant Jessica, qui y consent volontiers, se livrer en spectacle devant lui.

## Curiosités
Tourné en 16 mm et bénéficiant d'un traitement de l'image de qualité, le film fut nommé quinze fois aux AVN Awards de 2004 où il remporta quatre prix : le prix de la meilleure scène de fellation, de la meilleure performance non sexuelle, de la meilleure direction artistique et du meilleur scénario.
Jessica Drake apparaît pour la première fois dans ce film tournant une double pénétration prodiguée par Brad Armstrong lui-même déguisé en chauffeur.

## Fiche technique
- Titre : The Collector (le Collectionneur)
- Réalisateur : Brad Armstrong
- Production : Wicked Pictures
- Distribution : Wicked Pictures
- Durée : 103 min
- Date de sortie : janvier 2004
- Pays :  États-Unis
- Genre : pornographie

## Distribution
- Brad Armstrong : Malcolm, le collectionneur (pas de scène pornographique)
- Jessica Drake : l'assistante de Malcolm
- Chris Cannon :
- Cheyne Collins :
- Tommy Gunn :
- Mike Horner :
- Shy Love :
- Olivia O'Lovely :
- Randy Spears :
- Talon :
- Luci Thai :
- Nautica Thorn :
- Voodoo :
- Aria :
- John West :